# Давери
Давери е село в Северна България. То се намира в община Елена, област Велико Търново.

## География
Село Давери се намира на около 2 километра северно от село Палици. Разположено е на висок рид, който служи като вододел между Бебровската и Костелската реки. През селото е минавал старият път от Елена за Беброво, Стара река и Сливен.

## История
Като населено място съществува от преди Освобождението.